# SN 2011bs
SN 2011bs – supernowa typu II odkryta 27 marca 2011 roku w galaktyce A143649+2301. W momencie odkrycia miała maksymalną jasność 18,50m.